# Rydzówka (jezioro)
Rydzówka (niem. Rehsauer See) – jezioro w woj. warmińsko-mazurskim, w pow. węgorzewskim, w gminie Węgorzewo koło wsi Leśniewo, leżące w Krainie Wielkich Jezior Mazurskich.

## Hydronimia
Według urzędowego spisu opracowanego przez Komisję Nazw Miejscowości i Obiektów Fizjograficznych (KNMiOF) nazwa tego jeziora to Rydzówka. Występuje także pod nazwą Jezioro Rydzewskie.

## Morfometria
Powierzchnia zwierciadła wody według różnych źródeł wynosi od 490,3 ha do 500,0 ha.
Zwierciadło wody położone jest na wysokości 83,2 m n.p.m. Średnia głębokość jeziora wynosi 6,2 m, natomiast głębokość maksymalna 16,7 m.
W oparciu o badania przeprowadzone w 2004 roku wody jeziora zaliczono do III klasy czystości.

## Charakterystyka
Wyspy i półwysep stanowią rezerwat ptactwa wodnobłotnego, a także ptaków zatrzymujących się tu w czasie przelotów. Odpoczywają tu dzikie gęsi (m.in. gęś Suszkina, gęś zbożowa, gęś gęgawa). Na wyspie Długi Ostrów znajduje się kolonia kormoranów i czapli siwej. Czaple gnieżdżą się także na wyspie Mała Kępa. Rezerwat nosi nazwę rezerwat przyrody Półwysep i Wyspy na Jeziorze Rydzewskim.
W północnej części jeziora Rydzówka rozpoczyna się Kanał Mazurski. Jego południowy odcinek z jez. Mamry do jez. Rydzówka nie został ukończony (kończy się ok. 1 km na południowy wschód od jeziora. Zamykają go dwie niedokończone śluzy, których zadaniem miało być wyrównanie 33-metrowej różnicy poziomów wody między wodami jez. Mamry (115,8 m n.p.m.) i jeziora Rydzówka (ok. 83 m n.p.m.)